# Nervo grande auricolare
Il nervo grande auricolare è un nervo cutaneo che origina dall'ansa cervicale media del plesso cervicale. È costituito da fibre provenienti da C2 e C3.
Il nervo aggira il margine posteriore dello sternocleidomastoideo, per poi dirigersi obliquamente in alto e in avanti sulla superficie del muscolo stesso fino a raggiungere il padiglione auricolare. Innerva la cute delle regioni parotidea e mastoidea e parte del padiglione auricolare e la fascia parotidea (la struttura fibrosa che riveste la ghiandola parotide in loggia parotidea).Emette rami che si anastomizzano con il grande occipitale, il piccolo occipitale e con l'auricolare posteriore del nervo facciale.